# Oliepumpe
En oliepumpe anvendes til at sikre, at olie kan komme rundt i en motor. Der bruges fortrinsvis en tandhjulspumpe. I en almindelig motor suger pumpen olien op fra motorens bundkar og trykker det ud til smørestederne.
| Motor | Spire Denne artikel om motorer og motordele er en spire som bør udbygges. Du er velkommen til at hjælpe Wikipedia ved at udvide den. |